# Mycosphaerella millepunctata
Mycosphaerella millepunctata är en svampart som först beskrevs av Jean Baptiste Desmazières, och fick sitt nu gällande namn av M.E. Barr 1970. Mycosphaerella millepunctata ingår i släktet Mycosphaerella och familjen Mycosphaerellaceae.   Inga underarter finns listade i Catalogue of Life.